# 181920
《181920》（181920精選），是日本女歌手安室奈美惠的第2張精選輯。1998年1月28日發行。

## 簡介
- 本作是安室於產假期間avex特別為其推出的單曲精選，也是avex時期的第一張精選輯。收錄了1995年至1997年期間安室以個人名義發行的所有單曲（＜TRY ME 〜相信我〜＞則是以「安室奈美惠 with SUPER MONKEY'S」的名義發行）。
- 收錄的12首歌曲當中有7首曾奪下Oricon榜首位、有5首是百萬單曲、有2首曾獲得日本唱片大獎。
- 專輯名稱的意思是「把18歲、19歲與20歲這三年間都網羅」。
- 「TRY ME ～相信我～」、「太陽的SEASON」、「Stop the music」這三首歌的版權都屬於EMI Music Japan，故沒有收錄在本專輯的數位平台下載及串流播放版本。
- 2004年1月28日發行DVD-Audio形式，並於同年3月31日以CCCD形式發行與DVD PV集「181920 flims」結合的限定盤「181920 & films」。

## 收錄曲
1. Body Feels EXIT
3rd單曲
2. TRY ME 〜相信我〜
安室奈美惠 with SUPER MONKEY'S名義的單曲
3. Chase the Chance
4th單曲
4. 太陽的SEASON
1st單曲
5. You're my sunshine
6th單曲，結尾部份跟單曲版本稍為延長
6. How to be a Girl
10th單曲
7. SWEET 19 BLUES
7th單曲
8. Dreaming I was dreaming
11th單曲
9. Stop the music
2nd單曲
10. a walk in the park
8th單曲
11. Don't wanna cry
5th單曲，首次收錄完整 original mix
12. CAN YOU CELEBRATE?
9th單曲

## 關連DVD
- 『181920 films』（1998年7月1日）- PV集